# Herbert Lundh
Herbert Theodor Lundh (i riksdagen kallad Lundh i Uppsala), född 5 februari 1901 i Stockholm (Adolf Fredrik), död 28 augusti 1988 i Uppsala, var en svensk pedagog, historiker och kommunalpolitiker.
Herbert Lundh var amanuens vid Uppsala universitetsbibliotek 1926–1929 och var därefter verksam som ämneslärare vid Lundellska läroverket tills han 1932 blev rektor för samma skola, ett ämbete han innehade till 1967. Han var samtidigt politiskt aktiv som ledamot av domkyrkorådet i Uppsala 1944–1961 och ledamot av Uppsala stadsfullmäktige 1943–1960. Han var även riksdagsman en kort period, som ledamot av andra kammaren 1942–1944. Han publicerade ett flertal böcker om Uppsalas historia.
Herbert Lundh är begravd på Uppsala gamla kyrkogård.